# 羅斯維爾鎮區 (明尼蘇達州格蘭特縣)
羅斯維爾鎮區（英語：Roseville Township）是位於美國明尼蘇達州格蘭特縣的一個行政鎮區。

## 地方資料
羅斯維爾鎮區的面積為93.46平方千米，當中陸地面積為91.65平方千米，而水域面積為1.81平方千米。根據2020年美國人口普查的數據，當地共有人口98人，而人口密度為每平方千米1.05人。